# Škalnica
Škalnica är en ort i Kroatien.   Den ligger i länet Gorski kotar, i den västra delen av landet, 130 km väster om huvudstaden Zagreb. Škalnica ligger 556 meter över havet och antalet invånare är 216.
Terrängen runt Škalnica är kuperad. Runt Škalnica är det ganska tätbefolkat, med 192 invånare per kvadratkilometer. Närmaste större samhälle är Rijeka, 12,6 km söder om Škalnica. I omgivningarna runt Škalnica växer i huvudsak blandskog.